# Општина Травник
Општина Травник је општина у Средњобосанском кантону, у Федерацији БиХ. Покрива површину од 529 km2.
Привреда травничке регије никада није била јако развијена, а девастирана је раних 1990-их у току рата. Данас се већина становништва бави пољопривредом и сточарством. Од урбане индустрије, значајна је индустрија намештаја и прераде дрвета.

## Географија
Травник се налази врло близу географског центра Босне и Херцеговине. Ријека Лашва протиче кроз град, од запада према истоку, прије свога ушћа у ријеку Босну. Град Травник се налази у великој лашванској долини, која повезује долину ријеке Босне на западу са долином ријеке Врбас, на истоку.
Травник лежи на надморсској висини од 514 метара. Његово најистакнутије географско обиљежје су планине Виленица и Влашић, која је добила има по Власима, и једна је од највиших планина у Босни и Херцеговини, са надморском висином од 1943 метара.

### Клима
Травник има континенталну климу, судећи по свом положају између Јадранског мора на југу и Паноније на сјеверу. Просјечна љетна температура је 18,2 °C. Са друге стране, просјечна зимска температура је око 5 °C. Снијег у Травнику пада сваке године.

## Становништво
Демографски подаци за град Травник су оскудни. Према југословенском попису из 1991. године, ово подручје је имало 70.747 становника. Од њих, 31.813 су били Бошњаци (Муслимани) (45%), 7.777 Срби (11%), 26.118 Хрвати (37%), а 5.039 остали (7%). Становништво бошњачке националности су највише насељавали урабизоване делове овог подручја, односно сам град Травник. Током рата велики дио становништа је етнички очишћен. Хиљаде Срба и Хрвата су напустили Травник, док је на хиљаде Бошњака из других делова БиХ избјегло у њега. По подацима из децембра 1997, број становника травничког региона се смањио на 59.367. Од њих, 48.861 су Бошњаци (82%), 539 Срби (1%), 9.144 Хрвати (15%) и 823 осталих (1,4%).
Последње биљешке о броју становника су само процјене, јер од 1991. на подручју БиХ није одржан званичан попис становништва. Утврђено је да се од 1997. број становника попео на око 70.000, од којих је 26.510 ван самог града. Број становника се попео највише захваљујући повратку избјеглица и повећању броја рођених беба.
По посљедњем попису становништва из 2013. године, општина Травник је имала 53.482 становника, распоређених у 88 насељених мјеста.
| Националност       | 1991.           | 1981.           | 1971.           |
| Муслимани          | 31.813 (44,96%) | 27.691 (43,19%) | 24.480 (43,85%) |
| Хрвати             | 26.118 (36,91%) | 24.411 (38,08%) | 22.645 (40,56%) |
| Срби               | 7.777 (10,99%)  | 7.487 (11,68%)  | 7.554 (13,53%)  |
| Југословени        | 3.743 (5,29%)   | 3.920 (6,11%)   | 626 (1,12%)     |
| остали и непознато | 1.296 (1,83%)   | 591 (0,92%)     | 517 (0,92%)     |
| Укупно             | 70.747          | 64.100          | 55.822          |

## Насељена мјеста
Бандол, Бачвице, Бијело Бучје, Билићи, Брајићи, Брајковићи, Бранковац, Варошлук, Велика Буковица, Видошевићи, Виленица, Витовље, Вишњево, Влаховићи, Вранићи, Гладник, Глуха Буковица, Голеш, Горња Требеуша, Горње Крчевине, Горњи Корићани*, Градина, Граховик, Граховчићи, Гуча Гора, Долац, Долац на Лашви, Доња Требеуша, Доње Крчевине, Доњи Корићани*, Дуб, Ђелиловац, Заграђе, Засеље, Језерци, Кљаци, Кокошари, Комар, Краљевице, Крпељићи, Крушево Брдо I, Крушево Брдо II, Кула, Кундићи, Ловрићи, Мала Буковица, Малине, Милетићи, Мишкића Брдо, Мосор, Мудрике, Нова Била, Овчарево, Орахово, Орашац, Орлице, Пакларево, Подкрај, Подови, Подстиње, Покрајчићи, Пољанице, Поље Славка Гавранчића, Прићи, Пулац, Путићево, Радића Брдо, Радојчићи, Радоњићи, Ричице, Руњићи, Сажићи, Селићи, Сефери, Сечево, Скоморје, Слимена, Сухи Дол, Травник, Турбе, Турићи, Фазлићи, Хаманџићи, Хан Била, Чифлук, Чосићи, Чукле, Шешићи, Шиповик, Шишава. Дијелови Горњих и Доњих Корићана припали су Републици Српској.